# Hakea commutata
Espèce
Synonymes
Hakea nodosa R.Br., 1810
Répartition géographique
Hakea commutata (synonyme : Hakea nodosa) est une espèce de plantes à fleurs de la famille des Proteaceae. C'est un arbuste endémique du sud-est de l'Australie, y compris la Tasmanie.

## Description
C'est un arbuste.

## Répartition et habitat
L'espèce est endémique du sud-est de l'Australie, y compris la Tasmanie.

### Hakea commutata
- (en) JSTOR Plants : Hakea commutata  (consulté le 7 août 2014)
- (en) Catalogue of Life : Hakea commutata F. Muell. (consulté le 22 décembre 2020)
- (en) FloraBase (Australie-Occidentale) : classification Hakea commutata (+ photos + répartition + description) (consulté le 7 août 2014)
- (en) NCBI : Hakea commutata (taxons inclus) (consulté le 7 août 2014)
- (en) The Plant List : Hakea commutata F.Muell.  (source : KewGarden WCSP) (consulté le 7 août 2014)

### Hakea nodosa
- (en) JSTOR Plants : Hakea nodosa  (consulté le 7 août 2014)
- (en) Catalogue of Life : Hakea nodosa R. Br. (consulté le 22 décembre 2020)
- (en) GRIN : espèce Hakea nodosa  R. Br. (consulté le 7 août 2014)
- (en) NCBI : Hakea nodosa (taxons inclus) (consulté le 7 août 2014)
- (en) The Plant List : Hakea nodosa R.Br. Non valide  (source : KewGarden WCSP) (consulté le 7 août 2014)
- (en) The Plant List : Hakea nodosa Meisn. (Nom accepté: Hakea commutata  F.Muell.) Non valide  (source : KewGarden WCSP) (consulté le 7 août 2014)
- (en) The Plant List : Hakea commutata F.Muell.  (source : KewGarden WCSP) (consulté le 7 août 2014)